# Naprepa fusconubilata
Naprepa fusconubilata är en fjärilsart som beskrevs av Rothschild 1917. Naprepa fusconubilata ingår i släktet Naprepa och familjen silkesspinnare. Inga underarter finns listade i Catalogue of Life.